# Achoris

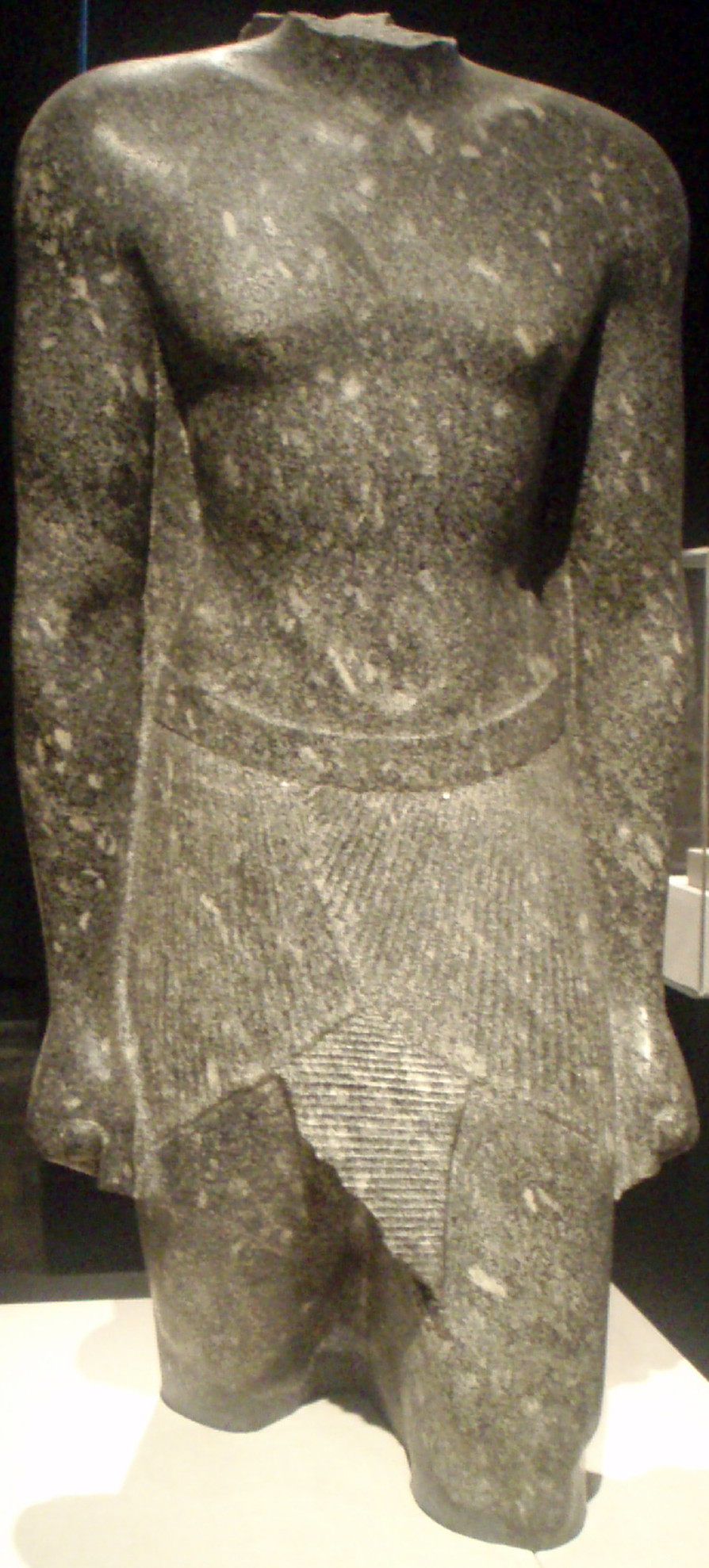
Bezgłowa statua faraona Achorisa, Museum of Fine Arts, Boston.

Achoris – faraon, władca starożytnego Egiptu z XXIX dynastii. Panował prawdopodobnie w latach 390-380 p.n.e.

## Życiorys
Jego ewentualne związki rodzinne z Neferitesem I i Neferitesem II są trudne do ustalenia. W zależności od źródła przedstawiany jest jako prawowity następca Neferitesa bądź jako uzurpator.
Po śmierci Neferitesa I i walkach o sukcesję objął władzę ok. 390 p.n.e. Prowadził aktywną działalność budowniczą, m.in. w El-Kab, Medinet Habu czy Tod. Cała jego polityka zagraniczna była ukierunkowana na organizację obrony Egiptu przed perskim najeźdźcą. Achoris stworzył armię ateńskich najemników pod wodzą Chabriasa i flotę wojenną. Zawierał liczne przymierza skierowane przeciwko Persji - z władcą Salaminy (a później całego Cypru) Ewagorasem, z greckimi miastami Azji Mniejszej, kartagińskimi Barkidami, a w 389 lub 388 p.n.e. z Atenami. 
W 387 p.n.e. udało się Ewagorasowi zdobyć Cypr, ale już w następnym roku sojusznicy opuścili Achorisa i Ewagorasa, zawierając separatystyczny pokój z Persją. Zwolnione z działań w Azji Mniejszej i Grecji siły perskie uderzyły na Egipt w następnym roku, ale zostały odparte przez Achorisa. W tym czasie Ewagoras zdobył Tyr i osiadł w Cylicji. Persowie odzyskali utracone na rzecz Ewagorasa ziemie w latach 381-380 p.n.e. W 380 p.n.e. Ewagoras zmuszony został do zawarcia pokoju z Persją. Prawdopodobnie w tym samym roku Achoris został pozbawiony władzy i zmarł.

## Tytulatura
| G5 |

| G5 |

| aA · ib · Z1 | N36 · N16 · N16 |

| aA · ib · Z1 | N36 · N16 · N16 |

| aA · ib · Z1 | N36 · N16 · N16 |

| aA · ib · Z1 | N36 · N16 · N16 |

| G5 |

| G5 |

| aA · ib · Z1 | N36 · N16 · N16 |

| aA · ib · Z1 | N36 · N16 · N16 |

| aA · ib · Z1 | N36 · N16 · N16 |

| aA · ib · Z1 | N36 · N16 · N16 |

| G16 |

| G16 |

| q · nw · Z9 · D40 |

| q · nw · Z9 · D40 |

| q · nw · Z9 · D40 |

| q · nw · Z9 · D40 |

| G16 |

| G16 |

| q · nw · Z9 · D40 |

| q · nw · Z9 · D40 |

| q · nw · Z9 · D40 |

| q · nw · Z9 · D40 |

| G8 |

| G8 |

| s | Htp · t · p | nTrw |

| s | Htp · t · p | nTrw |

| s | Htp · t · p | nTrw |

| s | Htp · t · p | nTrw |

| G8 |

| G8 |

| s | Htp · t · p | nTrw |

| s | Htp · t · p | nTrw |

| s | Htp · t · p | nTrw |

| s | Htp · t · p | nTrw |

| M23 · X1 | L2 · X1 |

| M23 · X1 | L2 · X1 |

| N5 | C10 | F34 |

| N5 | C10 | F34 |

| N5 | C10 | F34 |

| N5 | C10 | F34 |

| M23 · X1 | L2 · X1 |

| M23 · X1 | L2 · X1 |

| N5 | C10 | F34 |

| N5 | C10 | F34 |

| N5 | C10 | F34 |

| N5 | C10 | F34 |

| G39 | N5 |

| G39 | N5 |

| h | g | A | rw |

| h | g | A | rw |

| h | g | A | rw |

| h | g | A | rw |

| G39 | N5 |

| G39 | N5 |

| h | g | A | rw |

| h | g | A | rw |

| h | g | A | rw |

| h | g | A | rw |

Poza wymienionymi znane są rozliczne warianty zapisu imion Achorisa; w niektórych przypadkach jego nomen odczytuje się jako Hagor.